# Pimelodella notomelas
Pimelodella notomelas är en fiskart som beskrevs av Eigenmann, 1917. Pimelodella notomelas ingår i släktet Pimelodella och familjen Heptapteridae. Inga underarter finns listade i Catalogue of Life.